# Castello Alfonsino

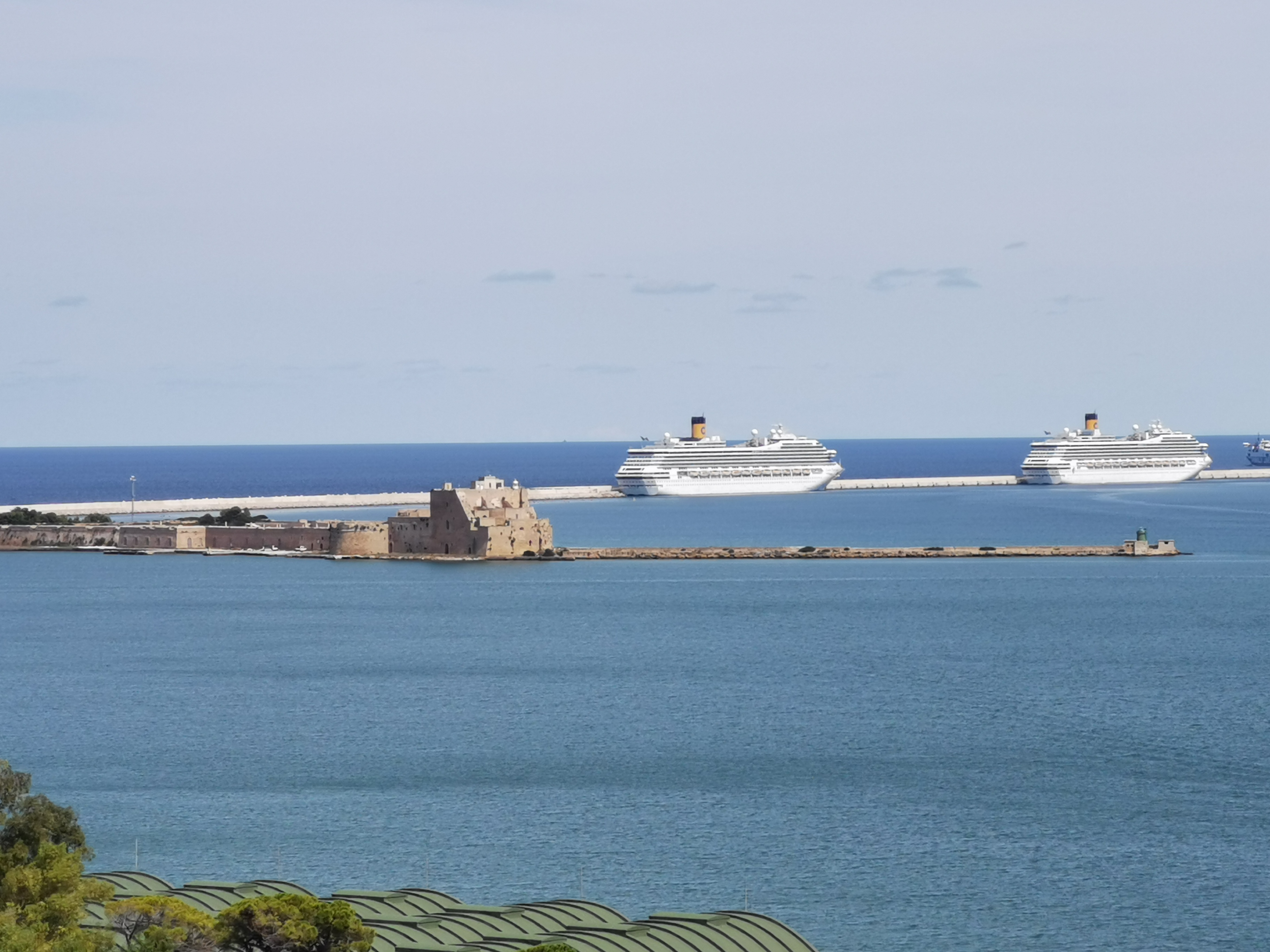
Castello Alfonsino in Brindisi

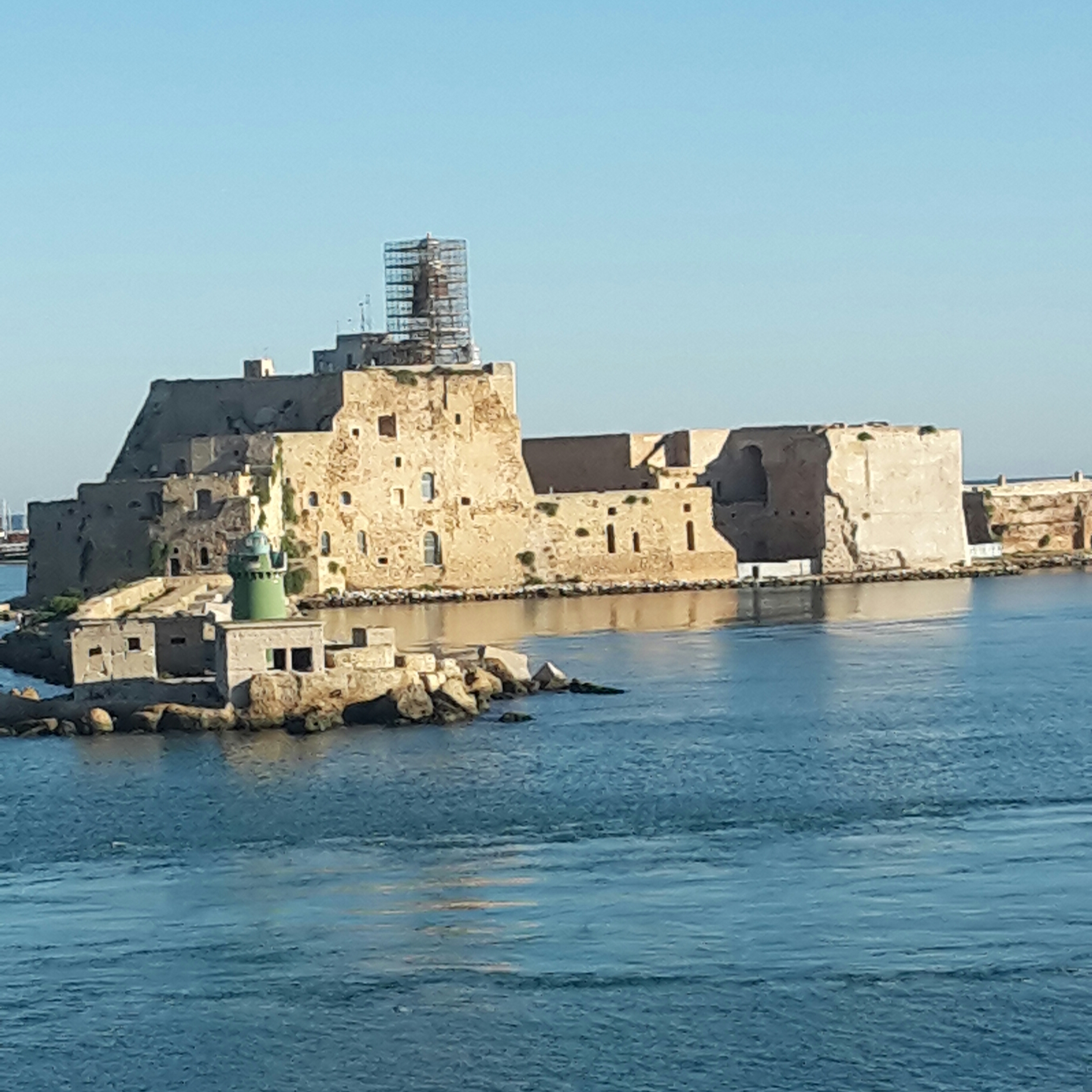

Het Castello Alfonsino is een Aragonees (15e eeuw) en Spaans fort (16e eeuw) in de haven van Brindisi, in de Zuid-Italiaanse regio Apulië. Het fort staat op het eilandje Sant'Andrea in de buitenhaven. Hierdoor controleerde het fort binnen kanonsafstand de in- en uitvaart in Brindisi.

## Naam
- Castello Alfonsino: genoemd naar de bouwheer koning Alfons V van Aragon, ook genoemd Alfons I van Napels
- Castello Aragonese: genoemd om dezelfde reden
- Castello di Mare. De naam kasteel op zee staat in tegenstelling tot het castello di Terra (13e eeuw) of castello Svevo, het ouder kasteel nog gebouwd in de tijd van de Hohenstaufen.
- Castello Rosso: genoemd naar de rode schijn die de tufstenen geven.[1]

## Historiek

### Benedictijnenabdij
Door toedoen van aartsbisschop Eustachius van Brindisi bouwden de benedictijnen een klooster op het eiland Sant'Andrea. Zij verbleven er vanaf het jaar 1059 tot 1445. Enkele keren was het klooster verlaten door oorlogsgeweld van Longobarden, Normandiërs en Hohenstaufen.

### Aragonezen
Koning Alfonso I van Napels liet de abdij afbreken en in de plaats een uitkijktoren zetten. Hij gebruikte de strategische ligging van het eiland als uitkijkpost (1445). In de jaren 1480 stonden de Ottomaanse troepen evenwel aan de overzijde van de straat van Otranto: in Albanië en Griekenland. Het waren de troepen van sultan Mehmet II de Veroveraar. Koning Ferdinand I van Napels, zoon van Alfonso I, liet het Castello Alfonsino uitbouwen. Het werd een fort ter verdediging tegen de Ottomanen. Het fort kreeg in 1528 een aanval te verduren niet van Ottomanen maar wel van Venetiaanse oorlogsschepen.

### Spanjaarden
Filips II van Habsburg, koning van Spanje, gaf het bevel het hele eiland Sant'Andrea om te bouwen tot een groot fort. Onderkoningen van Napels die erg bezig waren met de bouw waren Pedro Giron, hertog van Ossuna en Fernando Ruiz de Castro, graaf van Lemos. Andere Spaanse edelen die zich met de bouw bezig hielden waren Ferrante Caracciolo, graaf van Biccari en hertog van Airola alsook Lorenzo Carillo De Melo, commandant van het fort in de jaren 1576-1592. Filips II zag het Castello Alfonsino als een fort tegen Ottomaanse invasie (die er nooit kwam).
Het Spaanse fort kreeg de vorm van een onregelmatige driehoek. Op de uithoeken verrezen er bolwerken. Tevens kwamen er een gouverneurswoning, soldatenkwartieren, een buskruitkamer en een kerk bij. In het midden was het wapenplein. Een galerij diende als ontspanningsruimte voor de soldaten. Aan dit Spaanse fort werd circa veertig jaar gebouwd: van 1558 tot 1604. Aan de muren van het fort waren de stenen wapenschilden van Filips II, Filips III en Spaanse edelen te zien. Opvallend was dat een klein schip kon aanmeren binnen in het fort, nadat het onder een boog gevaren had tussen twee muren. 
Tijdens het Frans bestuur van het koninkrijk Napels bestormden de Fransen het Castello Alfonsino omdat er contrarevolutionairen verschanst zaten (1799).
Tijdens het koninkrijk der Beide Siciliën en tot ver nadien in de 20e eeuw was het Castello Alfonsino een militair hospitaal. 
Sinds het eind van de 20e eeuw is de stad Brindisi eigenaar van de kasteelruïne.